# Roy Wayne Farris
Roy Wayne Farris (Memphis (Tennessee), 25 januari 1953) - alias The Honky Tonk Man - is een Amerikaans professioneel worstelaar die bekend is om zijn prestaties voor World Championship Wrestling (WCW) en World Wrestling Federation (WWF). Hij won bij WWF 1 keer de WWF Intercontinental Championship en behield deze titel 64 weken. Hiermee is hij recordhouder als langst regerend kampioen.

## In worstelen
- Aanval en kenmerkende bewegingen
  - Guitar shot
  - Shake, Rattle and Roll (Swinging neckbreaker, with theatrics)
  - Diving fist drop
  - Scoop slam
  - Met Greg Valentine
    - Double belly to back suplex

- Managers
  - Danny Davis
  - Jimmy Hart
  - Judd the Studd
  - Peggy Sue
  - Judge Lawless
  - Gentleman Jim Holiday

- Worstelaars gemanaged
  - Rockabilly

## Prestaties
- All Pro Wrestling
  - APW Universal Heavyweight Championship (1 keer)

- Mid-Eastern Wrestling Federation
  - MEWF Heavyweight Championship (1 keer)

- NWA Mid-America / Continental Wrestling Association
  - AWA Southern Tag Team Championship (4 keer; 3x met Larry Latham en 1x met Tojo Yamamoto)
  - NWA Mid-America Tag Team Championship (3 keer met Larry Latham)

- Northern States Wrestling Alliance
  - NSWA Tag Team Championship (1 keer met Greg Valentine)

- Southeastern Championship Wrestling
  - NWA Alabama Heavyweight Championship (1 keer)
  - NWA Southeastern Heavyweight Championship (1 keer)
  - NWA Southeastern Tag Team Championship (1 keer met Ron Starr)
  - NWA Southeastern United States Junior Heavyweight Championship (1 keer)

- Stampede Wrestling
  - Stampede International Tag Team Championship (3 keer; 2x met Ron Starr en 1x met The Cuban Assassin)
  - Stampede North American Heavyweight Championship (1 keer)

- Ulitmate Championship Wrestling
  - UCW Tag Team Championship (1 keer met Bushwacker Luke)

- World Wrestling Council
  - WWC Caribbean Heavyweight Championship (1 keer)

- World Wrestling Federation
  - WWF Intercontinental Championship (1 keer; langst regerend - 64 weken)

- XJAM Pro Wrestling
  - XJAM Championship (1 keer)